# Schorskoloniespin
De schorskoloniespin (Drapetisca socialis) is een spin uit de familie hangmatspinnen (Linyphiidae). Het is een gecamoufleerde spin die zich ophoudt in humus, boomschors en gebladerte.  De spin vangt met name springstaarten en stofluizen. 

## Kenmerken
De mannetjes worden tussen 35 tot 40 mm groot en de vrouwtjes tussen 35-52 mm.

## Web
Lang werd gedacht dat de schorskoloniespin geen web maakt, pas 130 jaar na zijn ontdekking is het web voor het eerst beschreven. Waar het web bij de meeste hangmatspinnen horizontaal wordt gemaakt, hangt het web van de schorskoloniespin verticaal tegen een boomstam, waarbij de spin een duidelijke voorkeur heeft voor beuken. Net als bij veel andere hangmatspinnen is het web echter sterk gereduceerd. Het web bestaat uit zeer fijne draden die dicht tegen de stam liggen, bij voorkeur onder omhooggekomen stukken bast. Het web bestaat uit een klein vlak, met 5 cm2 net voldoende om de spinnenpoten te herbergen, vanwaaruit in een soort V-vorm lange bundels draden lopen met losse zijdraden en -lussen met een lengte van tot ongeveer 10 cm. Deze draden en lussen fungeren als waarschuwingsdraad en bevatten geen lijm. De spin zit op het kleine vlak met de kop naar beneden. Als een prooi een waarschuwingsdraad aanraakt, achtervolgt de spin de prooi, sleept hem mee naar het vlakje van het web en eet hem meteen op.